# Coelotes cornutus
Coelotes cornutus là một loài nhện trong họ Amaurobiidae.
Loài này thuộc chi Coelotes. Coelotes cornutus được miêu tả năm 2009 bởi Nishikawa.